# 風の住む町
「風の住む町」（かぜのすむまち）は中村雅俊の楽曲で35枚目のシングル。1990年11月21日に日本コロムビアから発売された。

## 解説
テレビ朝日系ドラマ『さすらい刑事旅情編III』主題歌。
本作は2011年2月20日放送のスペシャルドラマ『黄昏流星群 〜C-46星雲〜』でも挿入歌として使われている。
楽曲提供者のASKAが2ndアルバム『SCENE II』にてセルフカバー。発売された当時、中村と2人で「ミュージックフェア」にて本曲を競演した。
カップリングの「ONE MORE HEART」は中村が出演したCM「'90 WINTER AJINOMOTO GIFT」イメージソング。また、中村がパーソナリティを務めたニッポン放送「中村雅俊の美女対談」のエンディングテーマとしても使用された。

## 収録曲
1. 風の住む町
作詞・作曲：飛鳥涼　編曲：瀬尾一三
2. ONE MORE HEART
作詞：売野雅勇　作曲：織田哲郎　編曲：佐藤準